# Cerro Sombrero
Koordinaten: 52° 56′ S, 69° 17′ W
Cerro Sombrero ist eine chilenische Siedlung im Norden der Isla Grande de Tierra del Fuego, gelegen in der Kommune Primavera, deren Hauptstadt sie ist, in der Provinz Tierra del Fuego, Región de Magallanes y de la Antártica Chilena. Die Siedlung befindet sich 125 km nordwestlich von Porvenir, 42 km von der Küste entfernt. Laut Zensus 2002 hatte Cerro Sombrero 687 Einwohner.

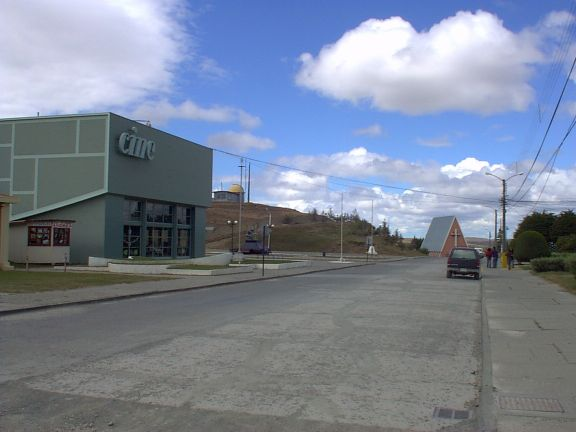
Straße in Cerro Sombrero

Die Siedlung erhielt ihren Namen („Huthügel“) nach einem nahegelegenen Hügel. Cerro Sombrero wurde 1958 als Wohnsiedlung durch die Empresa Nacional del Petróleo gegründet. Neben den Büros der ENAP verfügt Cerro Sombrero unter anderem über Freizeiteinrichtungen, Restaurants, eine Kirche, einen botanischen Garten, ein Krankenhaus und den Flugplatz Franco Bianco Airport (IATA-Flughafencode: SMB, ICAO-Code: ICSB). Cerro Sombrero gilt als „Juwel“ der modernen Architektur in Chile.